# Спатулярия желтоватая
Спатулярия желтоватая (лат. Spathularia flavida) — вид грибов из семейства Cudoniaceae.
Высота плодового тела (апотеций) обычно до 5 см (максимальная высота до 8 см), типичная форма напоминает лопатку или весло. Ножка лимонного или желтоватого цвета. Мякоть с приятным запахом и вкусом. Споры бесцветные, в массе белые.
Вид распространён повсеместно, может образовывать целые колонии – ведьмины круги. Встречается в смешанных или хвойных лесах, развивается на хвойной подстилке. Плодоносит с июля по начало октября.